# Алпестри
Алпестри (порт. Alpestre)  —  муниципалитет в Бразилии, входит в штат Риу-Гранди-ду-Сул. Составная часть мезорегиона Северо-запад штата Риу-Гранди-ду-Сул. Входит в экономико-статистический  микрорегион Фредерику-Вестфален. Население составляет 8972 человека на 2007 год. Занимает площадь 328,749 км². Плотность населения — 23,8 чел./км².
Праздник города — 13 апреля.

## История
Город основан 26 декабря 1963 года. 

## Статистика
- Валовой внутренний продукт на 2003 составляет 71.644.487,00 реалов (данные: Бразильский институт географии и статистики).
- Валовой внутренний продукт на душу населения на 2003 составляет 8.009,45 реалов (данные: Бразильский институт географии и статистики).
- Индекс развития человеческого потенциала на 2000 составляет 0,714 (данные: Программа развития ООН).